# Produit direct
La plupart des structures algébriques permettent de construire de façon très simple une structure produit sur le produit cartésien des ensembles sous-jacents. Plus généralement, on peut appeler produit direct un produit qui commute avec le foncteur d'oubli[réf. souhaitée]. C'est le cas de la topologie produit dans la catégorie des espaces topologiques.

## Produit direct de deux magmas
Soient E un ensemble muni d'une loi de composition interne {\displaystyle *_{E}} et F un ensemble muni d'une loi de composition interne {\displaystyle *_{F}}. On peut définir une loi de composition interne {\displaystyle *} sur le produit cartésien E×F de la façon suivante :

## Propriétés
- Si {\displaystyle *_{E}} et {\displaystyle *_{F}} sont associatives, alors la loi {\displaystyle *} est associative.
- Si {\displaystyle *_{E}} et {\displaystyle *_{F}} sont commutatives, alors la loi {\displaystyle *} est commutative.
- Si {\displaystyle *_{E}} admet un élément neutre e et si {\displaystyle *_{F}} admet un élément neutre f, alors {\displaystyle (e,f)} est neutre pour {\displaystyle *}.
  - Si de plus x admet un symétrique x' pour {\displaystyle *_{E}} et si y admet un symétrique y' pour {\displaystyle *_{F}}, alors (x, y) admet (x', y') comme symétrique.

## Produit direct de magmas
Soit (Ei)i∈I une famille d'ensembles, chaque Ei étant muni d'une loi de composition interne {\displaystyle \star _{i}}. On peut définir une loi de composition interne {\displaystyle *} sur le produit cartésien ∏i∈I Ei de la façon suivante :
Cette construction est valable que I soit un ensemble fini ou infini.

## Propriétés
- Si chaque loi {\displaystyle \star _{i}} est associative, la loi {\displaystyle *} est associative.
- Si chaque loi {\displaystyle \star _{i}} est commutative, la loi {\displaystyle *} est commutative.
- Si chaque loi {\displaystyle \star _{i}} possède un élément neutre ei (respectivement neutre à droite, respectivement neutre à gauche), la famille (ei)i∈I est neutre (respectivement neutre à droite, respectivement neutre à gauche) pour {\displaystyle *}.
- Si chaque loi {\displaystyle \star _{i}} possède un élément neutre et si dans chaque Ei, un élément quelconque xi possède un symétrique (respectivement symétrique à droite, respectivement symétrique à gauche) yi, alors la famille (xi)i∈I admet la famille (yi)i∈I comme symétrique (respectivement symétrique à droite, respectivement symétrique à gauche).

En particulier, le produit direct d'une famille de groupes est un groupe.

## Produit direct d'anneaux
Soit (Ei)i∈I une famille d'ensembles, chaque Ei étant muni de deux lois {\displaystyle +_{i}} et {\displaystyle *_{i}}. On peut comme précédemment définir une loi {\displaystyle +}, produit direct des
{\displaystyle +_{i}} et une loi {\displaystyle *}, produit direct des lois {\displaystyle *_{i}}.
Si chaque loi {\displaystyle *_{i}} est distributive par rapport à la loi {\displaystyle +_{i}}, alors la loi {\displaystyle *} est distributive par rapport à la loi {\displaystyle +}.
En particulier, si chaque Ei est muni d'une structure d'anneau, on construit ainsi un anneau produit direct.

## Produit direct d'espaces vectoriels
Soit une famille (Ei)i∈I d'espaces vectoriels sur un même corps K. Les lois suivantes font du produit cartésien ∏i∈I Ei un K-espace vectoriel, appelé produit de la famille (Ei)i∈I :
Le vecteur nul est la famille (0)i∈I formée par les vecteurs nuls des espaces Ei.
Lorsque tous les Ei sont égaux à un même K-espace vectoriel E (par exemple à K, vu comme K-droite vectorielle), ∏i∈I Ei est l'espace vectoriel EI des applications de I dans E.